# Joseph Cornelius Rossaint

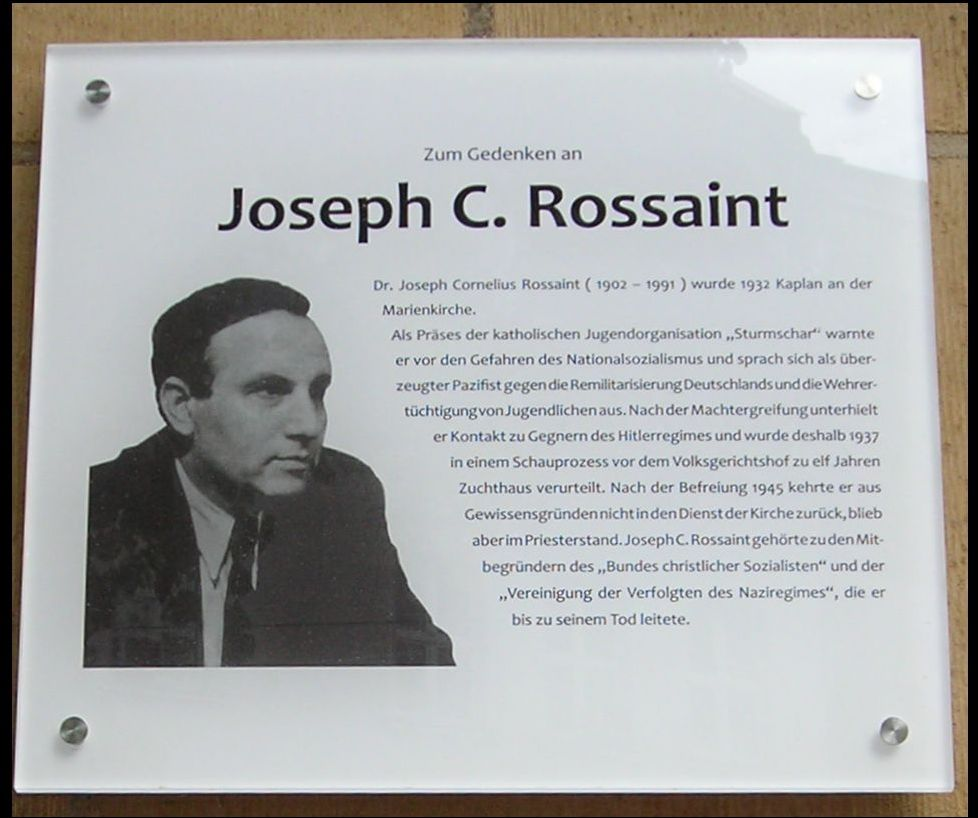
Gedenktafel an der Marienkirche, Düsseldorf

Joseph Cornelius Rossaint (* 5. August 1902 in Herbesthal; † 16. April 1991 in Bad Neuenahr) war ein römisch-katholischer Priester und als Widerstandskämpfer gegen den Nationalsozialismus Hauptangeklagter im Berliner Katholikenprozess. Er war Mitbegründer und von 1962 bis zu seinem Tod Vorsitzender der Vereinigung der Verfolgten des Naziregimes.

## Leben
Nach seinem Abitur am Collège Patronné begann Joseph Rossaint ab 1921 ein Studium der Fächer Philosophie und katholische Theologie an der Universität Bonn. Dort wurde er 1926 auch promoviert. Am 26. Juni 1927 folgte im Kölner Dom die Priesterweihe. Danach war er fünf Jahre lang an der Pfarrei St. Marien in Oberhausen als Kaplan tätig. Im Juli 1932 wurde er von der Kirchenleitung an die Marienkirche in Düsseldorf versetzt.
Auch politisch engagierte sich Rossaint. Er wurde Mitglied der Zentrumspartei und war Mitglied im 1919 von Max Josef Metzger gegründeten Friedensbund Deutscher Katholiken. Er beratschlagte mit jungen Katholiken und Kommunisten, was man gegen den Nationalsozialismus tun könne. Er nahm untergetauchte Kommunisten kurzfristig bei sich auf und begann, Bündnisse gegen den Nationalsozialismus zu schmieden. Als einer der Anführer der katholischen Sturmschar entwarf und verteilte er Anti-Kriegs-Flugblätter und ähnliche. Er schrieb bereits vor der Machtergreifung der Nationalsozialisten über die verheerenden Folgen derselben und warnte vor dem daraus resultierenden Krieg. Im April und Mai 1931 gründete er die Aktion „Die Katholische Jugend gegen Nationalsozialismus“. Im Februar 1932 organisierte er anlässlich der Genfer Weltabrüstungskonferenz eine Antikriegskundgebung. Am 23. März 1933 trat er wegen der Zustimmung der Zentrumsfraktion zum Ermächtigungsgesetz aus der Zentrumspartei aus.
Nach der Übernahme der Staatsgewalt durch die Nationalsozialisten setzte Rossaint seine politischen Aktivitäten fort und arbeitete dabei auch mit Kommunisten zusammen. Für die Stadt Oberhausen berichtet er beispielhaft über die kommunistische Familie Rentmeister: „Ihre Wohnung wurde zu einem Zentrum der antifaschistischen Widerstandstätigkeit am Orte...“
Am 29. Januar 1936 wurde Rossaint nach einer Predigt von der Gestapo in der Kirche verhaftet und als Hauptangeklagter im „Katholikenprozeß“ am 28. April 1937 vom Volksgerichtshof wegen „versuchter Bildung einer Einheitsfront zwischen Katholiken und Kommunisten“ zu elf Jahren Zuchthaus verurteilt. Die Verteidigung dreier Mitangeklagter übernahm Oswald Freisler, der Bruder des später berüchtigten Richters Roland Freisler.  Vom 26. Mai 1937 bis zum 19. April 1945 war Rossaint im Zuchthaus Remscheid-Lüttringhausen inhaftiert. Mit Hilfe der Anstaltsleitung und von Angehörigen des Wachpersonals  entging er kurz vor seiner Entlassung der Erschießung durch die Gestapo.
Nach dem Ende des Zweiten Weltkriegs quittierte Rossaint den Kirchendienst, blieb aber Priester und wurde Vorsitzender des Bundes Christlicher Sozialisten. 1949 trat er der Sammlung zur Tat bei, einer nationalistischen und neutralistischen Kleinpartei. Rossaint hielt die bestehenden Parteien für nicht geeignet, die Aufgaben nach Kriegsende zu bewältigen, und hielt die Zusammenfassung „gegenrevolutionärer Kräfte“ in einer neuen politischen Gesamtbewegung für erforderlich. Für ihn war Deutschland „zum ohnmächtigen Spielball fremder Mächte“ geworden, „was zum Kriege oder zu einem Kompromiß auf Kosten Deutschlands führen“ müsse.
Rossaint war 1946 Gründungsmitglied des VVN-Landesverbands Nordrhein-Westfalen. 1957 wurde er zum Vizepräsidenten der „Internationalen Föderation der Widerstandskämpfer“ gewählt. Seit 1961 gehörte Rossaint dem Präsidium der von ihm mitbegründeten „Vereinigung der Verfolgten des Naziregimes“ (VVN, ab 1971 VVN-BdA) an, von 1971 bis 1990 war er deren Präsident. Rossaint gehörte der Leitung des 1974 gegründeten „Komitees für Frieden, Abrüstung und Zusammenarbeit“ an.
In Bonn gehörte er der Studentenverbindung Rhenofrankonia Bonn an.

## Ehrungen
Preise und Auszeichnungen:
- zwischen 1950 und 1990 diverse Friedensauszeichnungen in der Sowjetunion, Frankreich, der DDR, Rumänien, Kuba und Belgien
- 1986: Ehrendoktortitel der Humboldt-Universität zu Berlin
- 1987: Ehrenring der Stadt Oberhausen
- 1989: Aachener Friedenspreis
- 1990: Ehrenpräsident der VVN-BdA

## Gedenken
Sein Grab befindet sich in Stolberg bei Aachen.
- Nach seinem Tode wurden Joseph Rossaint zu Ehren Straßen in seinem Geburtsort – dem heute zu Belgien gehörenden Herbesthal – und in Oberhausen benannt.
- Gedenktafeln gibt es in Oberhausen an der Kirche St. Marien und in Düsseldorf an der Kirche St. Mariä Empfängnis.
- Das Erzbistum Köln gedenkt Rossaints jährlich an seinem Todestag, dem 16. April, zusammen mit allen seit 1967 an diesem Tag gestorbenen Diözesanpriestern.[6]

## Veröffentlichungen
- Neues Deutschland. Verlag das Neue Wort, Stuttgart 1947
- zusammen mit anderen Herausgebern: Bodenreform. o. O. 1946.
- Vom Zweiten ins „Dritte Reich“. Weimar – Faschismus – Widerstand. Frankfurt 1986
- Zur Außenpolitik Deutschlands. Ruhr-Donau-Verlag, Dortmund 1954
- zusammen mit Michael Zimmermann: Widerstand gegen den Nazismus in Oberhausen. Frankfurt 1983

## Film
- Ein deutsches Schicksal: Kaplan Joseph Rossaint. Film von Wilfried Viebahn, gesendet im WDR Fernsehen 1987 zum 85. Geburtstag.

## Ausstellung
- Geschichtswerkstatt Oberhausen: Joseph C. Rossaint - Leben und Wirken.